# Поляница-Здруй
Полянѝца-Здруй (на полски: Polanica-Zdrój, на немски: Altheide-Bad) е спа град в Клодзки окръг, Долносилезко войводство, в югозападна Полша. Намира се на около 11 km югозападно от Клодзко и 89 km югозападно от регионалната столица Вроцлав. Към 2021 г. градът има население от 6110 души.

## История
Поляница-Здруй е документиран за първи път под името Хайде през 1347 г., когато е бил част от Кралство Бохемия. По това време селището е принадлежало на рода Глаубиц, но през следващите векове често сменя собствениците си.
От края на XVI век селището е съсобственост на йезуитите, които допринасят за развитието му. През 1645 г. е разрушен от шведските войски по време на Тридесетгодишната война. През 1742 г. селището – както цялата област – е анексирано от Кралство Прусия.
Селището се разраства бързо през XIX век, превръщайки се в популярен здравен курорт през 70-те години на века, след като Прусия става част от Германия през 1871 г. През 1890 г. е завършена железопътна връзка с Клодзко. До 1933 г., когато нацистите идват на власт в Германия, в града съществува полска къща за гости.
По време на двете световни войни санаториумите са превърнати във военни болници. Градът става част от Полша след Втората световна война. Получава градски права през 1945 г. и първият му кмет е Кажимеж Дъбровски.
На 28 юни 1972 г. католическите енории на Поляница-Здруй са преразпределени от традиционната епархия Храдец Кралове (основана през 1664 г.; църковна провинция Бохемия) в архиепархията на Вроцлав.
Фестивалът за любителско кино POL-8 се провежда в Поляница-Здруй. От 1963 г. градът е домакин на годишния мемориален турнир по шах на Акиба Рубинщайн в чест на великия полски гросмайстор (1882 – 1961). Това събитие винаги привлича топ играчи.

## Население
| \| Година на преброяване \| Численост \| \| --------------------- \| --------- \| \| 1787 \| 443 \| \| 1816 \| 490 \| \| 1880 \| 527 \| \| 1910 \| 1538 \| \| 1933 \| 1831 \| \| 1950 \| 4482 \| \| 1960 \| 6514 \| \| 1970 \| 6943 \| \| 1978 \| 7399 \| \| 2006 \| 6900 \| |           |
| Година на преброяване | Численост |
| 1787 | 443       |
| 1816 | 490       |
| 1880 | 527       |
| 1910 | 1538      |
| 1933 | 1831      |
| 1950 | 4482      |
| 1960 | 6514      |
| 1970 | 6943      |
| 1978 | 7399      |
| 2006 | 6900      |

## Забележителности в района
- Историческият град Клодзко с крепостта Клодзко и моста „Свети Йоан“ (наречен „Карлов мост на Прага в миниатюра“) от 1390 г., както и къщите от XV и XVI век
- Спа курорти в Душники-Здруй, Кудова-Здруй и Льондек-Здруй
- Планини Снежник и Столове
- Средновековен град Немча
- Цистерциански манастир в Хенриков
- Дендрариум Войславице

## Побратимени градове
Поляница-Здруй е побратимен град с:
- Ческа Скалице, Чехия
- Янске Лазне, Чехия
- Телгте, Германия
- Картузи, Полша
- Комакио, Италия

## Галерия
- Реката, която пресича центъра на града
- Църквата „Успение Богородично“
- Парк
- Вила
- Шахматният павилион
- Градският театър
- Ж.п. гарата
- Параклисът „Св. Антоний“ от XVIII в.
- Фонтан в парка
- Манастир „Соколовка“